# Alexander Ludwig von Wurmb
Alexander Ludwig von Wurmb (* 15. Mai 1686 in Hannover; † 18. Mai 1749) war ein preußischer Oberst, Chef des Husarenregiments Nr. 2 und Ritter des Ordens Pour le Mérite.

## Leben

### Herkunft
Seine Eltern waren der sachsen-gothaische Offizier Johann Sigismund von Wurmb (* 14. September 1658; † 12. März 1705) auf Krimderode und dessen zweite Ehefrau Anna Dorothea, geborene Spiegel zum Desenberg.

### Militärlaufbahn
Er ging zunächst in hessische Dienste und kam 1701 in preußische. Er war ein großer Mann mit riesigen Kräften und auch dem Alkohol nicht abgeneigt. 1735 wurde er Oberstleutnant und Kommandeur des Regiments, im Juli 1740 wurde er zum Oberst befördert. Am 9. Dezember wurde er mit einer Eskadron Husaren – noch unter König Friedrich Wilhelm I. in der Mark Brandenburg errichtet – nach Schlesien geschickt. Er hatte ein bekannt schlechtes Verhältnis zu Zieten, mit dem er sich noch am Vorabend von dessen Hochzeit eine Schlägerei lieferte. Im Juni 1741 verpatzte er einen Auftrag, das Regiment wurde von Zieten gerettet. Wurmb erhielt vom König Friedrich II. eine Pension von 1000 Talern und wurde als Kommandeur in das Garnisonsregiment „Röder“ versetzt.

### Familie
Er heiratete am 31. Oktober 1719 Maria Tugendreich von Auerswald. Das Paar hatte mehrere Kinder, darunter:
- Wilhelm Hans (* 7. September 1720)
- Leopold (* 12. April 1722)
- Friedrich Ludwig (* 15. Juni 1726)